# داستان‌های علمی مارول

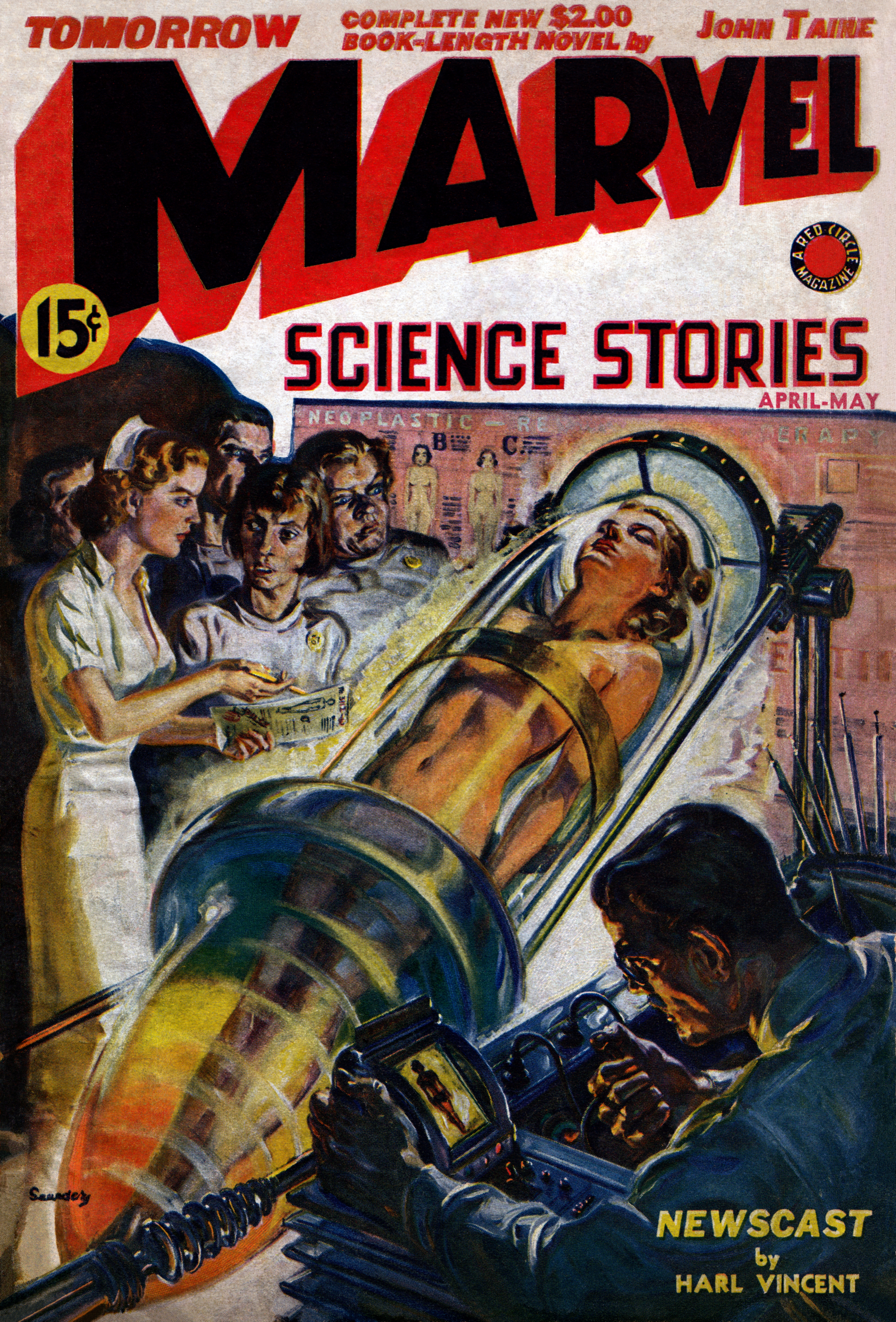
روی جلد مجله داستان‌های علمی مارول برگرفته شده از شمارهٔ آوریل-مه ۱۹۳۹ میلادی، طرح روی جلد از نورمن ساندرز (en).

داستان‌های علمی مارول (به انگلیسی: Marvel Science Stories) یک مجله زرد علمی–تخیلی آمریکایی بود که در مجموع ۱۵ شماره از آن در دو نوبت جداگانه منتشر شد.
نخستین شماره این مجله در اوت ۱۹۳۸ میلادی منتشر شد و شامل داستان‌های علمی–تخیلی با محتوای جنسی بود، چاپ مجله پس از شماره آوریل ۱۹۴۱ میلادی لغو شد، اما هنگامی که در سال ۱۹۵۰ میلادی رونق مجلات علمی تخیلی دوباره آغاز شد، ناشران مجله را احیا کردند. اولین شماره از سری جدید به تاریخ نوامبر ۱۹۵۰ میلادی منتشر شد و نهایتاً پس از شش شماره متوقف شد، آخرین شمارهٔ مجلهٔ داستان‌های علمی مارول متعلق به مه ۱۹۵۲ میلادی است.